# 1805 au théâtre
| Années du théâtre : 1802 - 1803 - 1804 - 1805 - 1806 - 1807 - 1808    |
| Décennies du théâtre : 1770 - 1780 - 1790 - 1800 - 1810 - 1820 - 1830 |

## Pièces de théâtre représentées
- 20 novembre, Theater an der Wien : Fidelio, l’unique opéra de Ludwig van Beethoven.

## Naissances
- 9 mars, Paris : Félicité Hullin-Sor, danseuse, chorégraphe et professeur de danse.

## Décès
- 18 juin : Arthur Murphy, juriste et  dramaturge irlandais, né le 27 décembre 1727.
- 14 octobre : Jean-Christophe Audinet dit Serville, acteur français, né en 1737.
- 9 novembre : Baculard d'Arnaud, poète, romancier et dramaturge français, né le 15 septembre 1718.